# Abacetus johannae
Abacetus johannae es una especie de escarabajo terrestre de la subfamilia Pterostichinae.  Fue descrito por Straneo en 1961. 